# Asarone
L'asarone est un composé présent dans certaines plantes comme les acores ou les asarets.
Elle est utilisée comme pesticide et anthelminthique.

## Stéréochimie
L'asarone existe en deux configurations : α (trans) et β (cis).

Asarone en configuration cis et trans.